# Роберт Дувал
Роберт Селден Дувал (енгл. Robert Selden Duvall) амерички је глумац и режисер, који је рођен 5. јануара 1931. године у Сан Дијегу (Калифорнија, САД).

## Биографија
Дувал је рођен у Сан Дијегу, од оца Вилијама Хауарда Дувала (пензионисани адмирал САД) и мајке која је била аматерска глумица. Одрастао је у војничкој породици, живећи једно време у Анаполису (Мериленд), близу Америчке морнаричке академије. Служио је у Америчкој војсци (службени број 52 346 646), од 19. августа 1953. до 20. августа 1954. године; одликован је признањем National Defense Service Medal.
Учио је глуму на Neighborhood Playhouse School of Theatre у Њујорку код Санфорда Мајснера. У то време је радио као поштански службеник у Менхетну, али напушта тај посао након шест месеци.
Своју дебитантску улогу на филму је остварио као Бу Редли у филму Убити птицу ругалицу 1962. године. Касније су уследили филмови као што су: Булит (1968), Човек звани Храброст (1969), Меш (1970), Кум (1972), Кум 2 (1974), Апокалипса данас (1979), Нежна милосрђа (1983) и многи други. Иако је више пута номинован за Оскара, само га је једном добио — и то 1983. године за главну улогу у филму Нежна милосрђа. Режирао је и филм Angelo My Love (1983).

## Приватни живот

### Бракови
- Барбара Бенџамин (1964—1975)
- Гејл Јангс (1982—1986)
- Шерон Брофи (1991—1996)
- Лусијана Педраза (2005—данас)

## Занимљивости
- Од своје садашње супруге Лусијане Педразе старији је чак 40 година.
- Велики је пријатељ са глумцима Дастином Хофманом и Џином Хекманом са којима је учио глуму.
- Потомак је са мајчине стране генерала Роберта Е. Лија, кога је играо у филму Богови и генерали 2003. године.

## Награде

### Освојене награде
- Номинован за Оскара као најбољи главни глумац у филму Нежна милосрђа, 1983. године.
- Добитник Златног глобуса као најбољи главни глумац у филму Нежна милосрђа, 1984. године.
- Добитник Златног глобуса као најбољи главни глумац у мини-серији Усамљена голубица, 1990. године.
- Добитник Златног глобуса као најбољи главни глумац у мини-серији Стаљин, 1993. године.
- Добитник Златног глобуса као најбољи споредни глумац у филму Апокалипса данас, 1980. године.
- Добитник БАФТА као најбољи споредни глумац у филму Апокалипса данас, 1979. године.
- Добитник звезде на Холивудској стази славних, 18. новембра 2003. године.

### Номинације
- Номинован за Оскара као најбољи споредни глумац у филму Кум, 1972. године
- Номинован за Оскара као најбољи споредни глумац у филму Апокалипса данас, 1979. године
- Номинован за Оскара као најбољи споредни глумац у филму Грађанска парница, 1998. године
- Номинован за Оскара као најбољи главни глумац у филму Велики Сантини, 1980. године
- Номинован за Оскара као најбољи главни глумац у филму Апостол, 1997. године

## Филмографија
| Улоге Роберт Дувал |                                           |                                      |                                      |                             |
| Година             | Српски назив                              | Изворни назив                        | Улога                                | Напомена                    |
| 2022.              | Бледо плаво око                           |                                      | Жан-Пепе                             |                             |
| 2015.              | Дивљи коњи                                |                                      | Скот Бригс                           | такође режисер и сценариста |
| 2014.              | Судија                                    |                                      | судија Џозеф Палмер                  |                             |
| 2008.              | Четири Божића                             |                                      |                                      |                             |
| 2007.              | Ноћ је наша                               |                                      | заменик шефа Алберт „Берт” Грузински |                             |
| 2007.              |                                           |                                      |                                      |                             |
| 2006.              |                                           |                                      |                                      |                             |
| 2006.              |                                           |                                      |                                      |                             |
| 2006.              |                                           |                                      |                                      |                             |
| 2005.              |                                           |                                      |                                      |                             |
| 2003.              |                                           |                                      |                                      |                             |
| 2003.              |                                           |                                      |                                      |                             |
| 2003.              |                                           |                                      |                                      |                             |
| 2003.              | Богови и генерали                         |                                      | генерал Роберт Е. Ли                 |                             |
| 2002.              | Џон Кју                                   |                                      | поручник Френк Гримс                 |                             |
| 2002.              |                                           |                                      |                                      |                             |
| 2001.              |                                           |                                      |                                      |                             |
| 2000.              | Шести дан                                 |                                      | др Грифин Вир                        |                             |
| 2000.              | Нестали у 60 секунди                      |                                      | Ото Халивел                          |                             |
| 1998.              | Дубоки удар                               |                                      | капетан Сперџен „Фиш” Танер          |                             |
| 1998.              |                                           |                                      |                                      |                             |
| 1998.              |                                           |                                      |                                      |                             |
| 1997.              | Апостол                                   |                                      |                                      |                             |
| 1996.              |                                           |                                      |                                      |                             |
| 1996.              | Феномен                                   |                                      | Док Брандер                          |                             |
| 1996.              | Породична ствар                           |                                      |                                      |                             |
| 1996.              | Човек који је ухватио Ајхмана             | The Man Who Captured Eichmann        |                                      |                             |
| 1995.              | Гримизно слово                            | The Scarlet Letter                   |                                      |                             |
| 1995.              |                                           |                                      |                                      |                             |
| 1995.              | Поверљиве приче                           |                                      | Вили Кинг                            |                             |
| 1994.              |                                           |                                      |                                      |                             |
| 1993.              | Џеронимо: Америчка легенда                | Geronimo: An American Legend         | Ал Сајбер                            |                             |
| 1993.              |                                           |                                      |                                      |                             |
| 1993.              | Пад                                       |                                      | наредник Мартин Прендергаст          |                             |
| 1992.              |                                           |                                      |                                      |                             |
| 1992.              |                                           |                                      |                                      |                             |
| 1992.              |                                           |                                      |                                      |                             |
| 1991.              |                                           |                                      |                                      |                             |
| 1991.              |                                           |                                      |                                      |                             |
| 1990.              |                                           |                                      |                                      |                             |
| 1990.              |                                           |                                      |                                      |                             |
| 1990.              | Дани грома                                |                                      | Хари Хог                             |                             |
| 1989.              | Усамљена голубица                         |                                      |                                      |                             |
| 1988.              | Боје насиља                               |                                      | полицајац Боб Хоџис                  |                             |
| 1986.              |                                           |                                      |                                      |                             |
| 1986.              | Хотел Колонијал                           |                                      |                                      |                             |
| 1986.              |                                           |                                      |                                      |                             |
| 1985.              |                                           |                                      |                                      |                             |
| 1985.              |                                           |                                      |                                      |                             |
| 1984.              |                                           |                                      |                                      |                             |
| 1984.              |                                           |                                      |                                      |                             |
| 1983.              |                                           |                                      |                                      |                             |
| 1983.              | Нежна милосрђа                            |                                      |                                      |                             |
| 1981.              |                                           |                                      |                                      |                             |
| 1981.              | Истините исповеди                         |                                      |                                      |                             |
| 1979.              | Апокалипса данас                          |                                      | потпуковник Бил Килгор               |                             |
| 1979.              | Велики Сантини                            |                                      |                                      |                             |
| 1978.              | Бетси                                     |                                      |                                      |                             |
| 1978.              | Ајк: Године рата                          |                                      |                                      |                             |
| 1977.              | Највећи                                   |                                      |                                      |                             |
| 1976.              | ТВ мрежа                                  |                                      | Френк Хакет                          |                             |
| 1976.              | Орао је слетео                            |                                      | пуковник (оберст) Макс Радл          |                             |
| 1976.              | Седмопроцентно решење                     |                                      | доктор Вотсон                        |                             |
| 1975.              |                                           |                                      |                                      |                             |
| 1975.              | Елита убица                               |                                      |                                      |                             |
| 1974.              | Прислушкивање                             |                                      | Директор                             |                             |
| 1974.              | Кум 2                                     |                                      | Том Хејген                           |                             |
| 1973.              | Умри на другом месту                      |                                      |                                      |                             |
| 1973.              | Дама и дијаманти                          |                                      |                                      |                             |
| 1973.              |                                           |                                      |                                      |                             |
| 1972.              | Џо Кид                                    |                                      |                                      |                             |
| 1972.              | Велика пљачка банке у Нортфилду, Минесота | The Great Northfield, Minnesota Raid |                                      |                             |
| 1972.              | Сутра                                     | Tomorrow                             |                                      |                             |
| 1972.              | Кум                                       |                                      | Том Хејген                           |                             |
| 1971.              | THX 1138                                  |                                      |                                      |                             |
| 1971.              |                                           |                                      |                                      |                             |
| 1970.              | Меш                                       |                                      | мајор Френк Бeрнс                    |                             |
| 1970.              | Револуционар                              | The Revolutionary                    |                                      |                             |
| 1969.              | Човек звани храброст                      |                                      | Лаки Нед Пепер                       |                             |
| 1969.              | Племе кише / Кишни људи                   |                                      |                                      |                             |
| 1968.              | Одбројавање                               | Countdown                            |                                      |                             |
| 1968.              | Поручник Булит                            |                                      | таксиста Вајсберг                    |                             |
| 1967.              | Туђинци са друге планете                  |                                      |                                      |                             |
| 1966.              | Потера без милости                        |                                      | Едвин Стјуарт                        |                             |
| 1966.              | Портрет непознатог мушкарца               |                                      |                                      |                             |
| 1966.              | Слава је назив игре                       |                                      |                                      |                             |
| 1962.              | Убити птицу ругалицу                      |                                      | Артур „Бу” Редли                     |                             |

### Познати глумци са којима је сарађивао
- Дензел Вошингтон (Џон Кју)
- Арнолд Шварценегер (Шести дан)
- Анџелина Џоли (Нестали у 60 секунди)
- Николас Кејџ (Нестали у 60 секунди)
- Морган Фриман (Дубоки удар)
- Џон Траволта (Феномен, Грађанска парница)
- Џин Хекман (Џеронимо: Америчка легенда)
- Мет Дејмон (Џеронимо: Америчка легенда)
- Том Круз (Дани грома)
- Никол Кидман (Дани грома)
- Марлон Брандо (Апокалипса данас, Кум)
- Ал Пачино (Кум, Кум 2)
- Џејмс Кан (Кум)
- Бред Пит (Кукавичко убиство Џесија Џејмса од стране Роберта Форда)
- Кевин Костнер (Без заклона)
- Деми Мур (Гримизно слово)
- Харисон Форд (Апокалипса данас)